# Anna J. Cooper
Anna Julia Haywood conocida como Anna J. Cooper (Raleigh, 10 de agosto de 1858 – Washington D. C., 27 de febrero de 1964) fue una escritora, educadora y conferenciante estadounidense. Fue una de las académicas y eruditas afroamericanas más prominentes de la historia de los Estados Unidos. Fue la primera mujer negra que se doctoró en la Universidad de la Sorbona de París, y la cuarta mujer afroamericana en obtener un título de doctorado. Fue un miembro destacado de la comunidad Afroamericana de Washington, D.C y miembro de la hermandad Alpha Kappa Alpha. En 1892 fundó la Liga de las mujeres de color de Washington. Vivió la guerra civil, la segregación, el nacimiento del feminismo, la movilización por la defensa del voto de las mujeres, la lucha por los derechos cívicos y el panafricanismo. Su lucha por empujar a las personas negras a realizar estudios superiores a pesar de la segregación animaron a numerosos jóvenes afroamericanos a atreverse a realizar formaciones de excelencia.

## Biografía
Anna Julia Cooper nació esclava en Raleigh (Carolina del Norte) en 1858, hija de Hannah Stanley Haywood, esclava en la casa del prominente terrateniente George Washington Haywood, y de un padre blanco. Se cree que este último o su hermano, Fabius J. Haywood, es su padre biológico. Anna tiene dos hermanos mayores llamados Andrew J. Haywood y Rufus Haywood, y trabajó como empleada doméstica en la casa Haywood.
En 1868, cuando Cooper tenía nueve años, recibió una beca y comenzó sus estudios en St. Augustine's College en Raleigh, fundado por miembros de la Diócesis Episcopal de Carolina del Norte para capacitar a los maestros necesarios para educación de antiguos esclavos y sus familias. Fue el reverendo J. Brinton quien le otorgó su beca, para ayudarlo a pagar sus gastos. Según Mark S. Giles, biógrafo de Anna Cooper, “Los niveles de educación que se ofrecen en St. Augustine van desde la escuela primaria hasta la secundaria, incluidos los intercambios de habilidades de capacitación. "
Durante sus catorce años en St. Augustine, se distinguió por ser una estudiante brillante y ambiciosa, ya sea en las artes liberales o en disciplinas analíticas como las matemáticas y las ciencias. Sus cursos de idiomas incluyeron latín, francés y griego; también estudió literatura inglesa, matemáticas y ciencias. Aunque la escuela tenía un curso especial para mujeres denominado "Ladies Cours" y la administración desalentaba a las mujeres el continuar con cursos de nivel superior, Anna Cooper luchó por acceder a los derechos reservados a los hombres demostrando su capacidad académica. Tiene tanto éxito en sus estudios universitarios que puede actuar como tutora para estudiantes más jóvenes, lo que la ayuda con sus gastos escolares. Durante este período, San Agustín enfatiza la capacitación de hombres jóvenes para el ministerio cristiano, preparándolos para cuatro años adicionales de capacitación universitaria. Uno de estos hombres, George A. C. Cooper, se convertiría más tarde en su marido durante dos años, hasta su muerte.
Al finalizar sus estudios permaneció en la institución como docente. En 1883-1884 enseñó antigüedad, historia moderna, inglés y música vocal e instrumental. No quedó inscrita como maestra en 1884-1885, pero lo fue en 1885-1886, como "maestra de historia, elocuencia, etc." La muerte prematura de su esposo finalmente le permitió continuar enseñando; si hubiera permanecido casada, se le podría haber ordenado que se jubilara y se convirtiera en ama de casa.
Después de la muerte de su esposo, ingresó en el Oberlin College en Ohio, un establecimiento fundado por abolicionistas y el primero en aceptar a negros y mujeres, donde continuó tomando cursos reservados para hombres.  Sus compañeras fueron Ida Gibbs y Mary Church Terrell. Después de enseñar brevemente en la Universidad de Wilberforce, regresó a St. Augustine en 1885 y dos años después regresó a Oberlin donde obtuvo una maestría en matemáticas en 1887. Posteriormente se mudó a Washington D. C., donde se convirtió en profesora de la M Street High School que dirigió en 1901.

### Una voz del Sur
Anna Cooper contribuyó en el campo de las ciencias sociales, particularmente en sociología y en algunas ocasiones recibió el apodo de  "la madre del feminismo negro". Muy pronto empezó a militar en asociaciones contra la segregación racial y en defensa del derecho de las mujeres a la educación. También pronunció discursos apoyando los derechos civiles y los derechos de las mujeres.
Durante sus años como maestra y directora en M Street High School, Anna Cooper completó su primer libro: A Voice from the South: By A Woman from the South, publicado en 1892. Fue también el año en el que fundó la Liga de las mujeres de color de Washington. El libro se considera una de las primeras manifestaciones del feminismo negro de la década de 1960. Proporcionó un análisis social de la difícil situación de las mujeres negras y examinó cuestiones de raza y género en Estados Unidos. 
El libro destaca el derecho a la autodeterminación y como la educación puede ayudar a mejorar la posición social de las mujeres afroamericanas. Su tesis central es que la educación y el avance moral y espiritual de las mujeres negras mejorarán la reputación general de toda la comunidad afroamericana. Muestra que la naturaleza violenta de los hombres a menudo les impide alcanzar los objetivos de la educación superior; Por tanto, es importante animar a las mujeres a acceder a los estudios. Esta posición ha sido criticada por algunos como una visión sujeta al culto a la domesticidad vigente en Estados Unidos en el siglo XIX, pero otros la ven como uno de los fundamentos del feminismo negro en el siglo XIX. Anna Cooper afirma que es deber de las mujeres negras educadas apoyar a sus pares desfavorecidos para lograr sus objetivos. Este ensayo también toca otros temas, que van desde el racismo y las realidades socioeconómicas de las familias negras hasta la administración de la Iglesia Episcopal.

### Activista y conferenciante
Además de escritora y educadora fue una destacada oradora. Participó en el Congreso Mundial de Mujeres Representantes en 1893 en Chicago (en el que fue una de las tres mujeres negras invitadas a hablar) y fue una de las pocas mujeres que participaron en la Conferencia Panafricana en Londres en 1900 junto a Anna H. Jones, lingüista, diplomada en el universidad de Míchigan y profesora en una escuela de Kansas City. Las otras participantes negras fueron la americana Fannie Barrier Williams, profesora y periodista, Jane Rose Roberts, de 82 años, viuda del primer presidente de Liberia Joseph Jenkins Roberts y la activista A. Pulchérie Pierre de Trinidad.
Fue W.E.B Du Bois quien le hizo descubrir el ideal panafricano. Le conoció en Washington en el círculo de la Academia Afroamericana fundada en 1897 quedando impresionada por su cultura y su combatividad. Anna Julia Cooper fue la única mujer negra aceptada en el comité ejecutivo de la Conferencia panafricana de Londres y su comunicación titulada «The Negro Problem in America» También participó en la redacción del Memorándum dirigido a la reina Victoria de Inglaterra, un documento que denunciaba la segregación en Rodesia y de África del Sur así como el tratamiento discriminatorio infligido a los Africanos de las colonias británicas.
Entre 1910 y 1914 pasa tres años en París para preparar una tesis doctoral para la que se inscribe en 1914 en la universidad de Columbia, pero interrumpió sus estudios en 1915 cuando adoptó a los cinco hijos de su hermano después de la muerte de su madre. Perseveró y transfirió su dosier y su beca de Columbia a la Sorbona y diez años más tarde, en 1925 pudo defender su tesis en francés a los 66 años. El tema:  La actitud de Francia ante la cuestión de la esclavitud entre 1789 y 1848 en 1925.  Se convierte así en la cuarta mujer negra en la historia de Estados Unidos en obtener un doctorado.
El 27 de febrero de 1964, Anna Cooper murió en Washington D. C., a la edad de 105 años. Su homenaje tuvo lugar en una capilla del campus de St. Augustine's College, donde comenzó su carrera académica.
Descansa junto a su esposo en el cementerio de Raleigh, Carolina del Norte.